# Österreichischer Filmpreis/Beste Regie

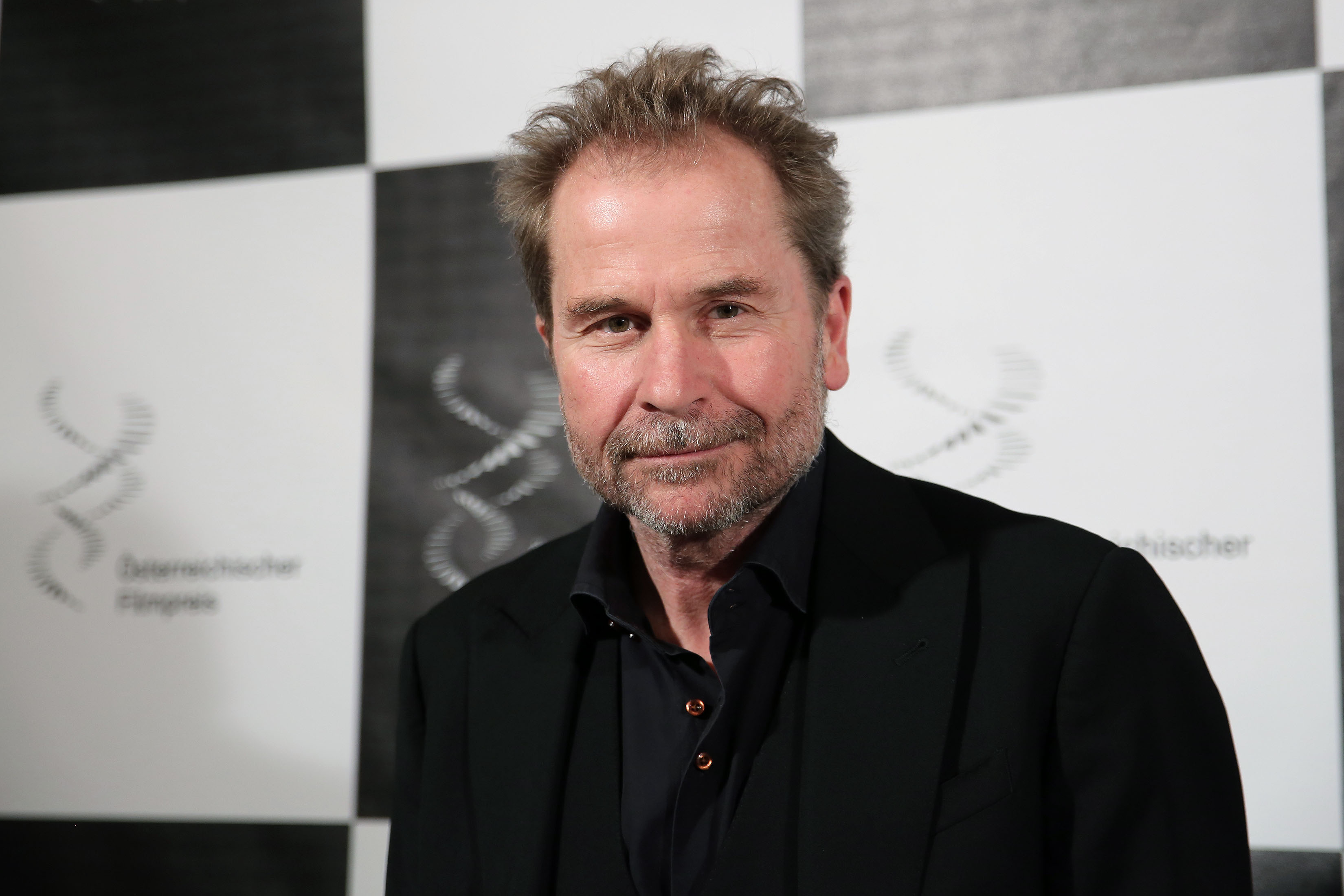
Preisträger 2013: Ulrich Seidl

Österreichischer Filmpreis: Beste Regie
Gewinner und Nominierte in der Kategorie Beste Regie seit der ersten Verleihung des Österreichischen Filmpreises im Jahr 2011.
Die Ermittlung des Preisträgers erfolgt in einem zweistufigen Verfahren. Zuerst nominieren alle ordentlichen Mitglieder der Berufsgruppen („Sektionen“) Regie, Produktion und Drehbuch die von ihnen favorisierten Regieleistungen in einer geheimen schriftlichen Wahl. Nominierungen werden an bis zu drei Einzelleistungen vergeben – als nominiert gelten jene Filmschaffende, die die meisten Stimmen auf sich vereinen können. Die Ermittlung des Preisträgers erfolgt durch einen zweiten Wahlgang, an dem alle stimmberechtigten Mitglieder der Akademie des Österreichischen Films teilnehmen. Der Filmschaffende, der die höchste Stimmenanzahl auf sich vereinen kann, ist Gewinner des Österreichischen Filmpreises.

## Preisträger und Nominierungen
| Jahr | Preisträger                      | Film                                 | Nominierungen                                                                  |
| 2011 | Benjamin Heisenberg              | Der Räuber                           | Tizza Covi und Rainer Frimmel – La Pivellina Jessica Hausner – Lourdes         |
| 2012 | Karl Markovics                   | Atmen                                | Michael Glawogger – Whores’ Glory Markus Schleinzer – Michael                  |
| 2013 | Ulrich Seidl                     | Paradies: Liebe                      | Florian Flicker – Grenzgänger Julian Pölsler – Die Wand                        |
| 2014 | Hüseyin Tabak                    | Deine Schönheit ist nichts wert      | Katharina Mückstein – Talea Götz Spielmann – Oktober November                  |
| 2015 | Andreas Prochaska                | Das finstere Tal                     | Jessica Hausner – Amour Fou Sudabeh Mortezai – Macondo                         |
| 2016 | Veronika Franz und Severin Fiala | Ich seh, Ich seh                     | Marie Kreutzer – Gruber geht Wolfgang Murnberger – Das ewige Leben             |
| 2017 | Barbara Eder                     | Thank You for Bombing                | Dieter Berner – Egon Schiele: Tod und Mädchen Klaus Händl – Kater              |
| 2018 | Adrian Goiginger                 | Die beste aller Welten               | Barbara Albert – Licht Stefan Ruzowitzky – Die Hölle – Inferno                 |
| 2019 | Wolfgang Fischer                 | Styx                                 | Christian Frosch – Murer – Anatomie eines Prozesses Markus Schleinzer – Angelo |
| 2020 | Sudabeh Mortezai                 | Joy                                  | Jessica Hausner – Little Joe Marie Kreutzer – Der Boden unter den Füßen        |
| 2021 | Sandra Wollner                   | The Trouble with Being Born          | Patrick Vollrath – 7500 Arash T. Riahi – Ein bisschen bleiben wir noch         |
| 2022 | Sebastian Meise                  | Große Freiheit                       | Arman T. Riahi – Fuchs im Bau C. B. Yi – Moneyboys                             |
| 2023 | Tizza Covi und Rainer Frimmel    | Vera                                 | Marie Kreutzer – Corsage Adrian Goiginger – Der Fuchs                          |
| 2024 | Adrian Goiginger                 | Rickerl – Musik is höchstens a Hobby | Ulrich Seidl – Sparta Veronika Franz und Severin Fiala – Des Teufels Bad       |
| 2025 | Mo Harawe                        | The Village Next to Paradise         | Anja Salomonowitz für Mit einem Tiger schlafen Kurdwin Ayub für Mond           |